# Agrotis lineolatus
Agrotis lineolatus là một loài bướm đêm trong họ Noctuidae.